# Трамонти
Трамонти (итал. Tramonti) — коммуна в Италии, располагается в регионе Кампания, в провинции Салерно.
Население составляет 3938 человек (2008 г.), плотность населения составляет 164 чел./км². Занимает площадь 24 км². Почтовый индекс — 84010. Телефонный код — 089.
Покровителем населённого пункта считается святой Sant’Antonio di Padova.

## Демография
Динамика населения:

## Администрация коммуны
- Официальный сайт: https://web.archive.org/web/20170517220219/http://comunetramonti.it/